# Deponering
Deponering eller deponi er to ord der typisk bruges om affald der læsses af i depot uden videre forarbejdning. Men deponering kan også betyde at anbringe noget et sted til opbevaring, det kan f.eks. være bøger eller museumsgenstande der anbringes i et depot.
Forskellige kommuner benytter de to forskellige ord om samme begreb.
Oftest foregår deponering i tidligere grusgrave, hvor affald benyttes til at fylde hullet op med. Det affald der benyttes, kaldes ofte affald til fyldplads og består blandt andet af mursten, gips, porcelæn, glas og andet der ikke kan komposteres eller forbrændes, og som ikke – så vidt man ved – forurener miljøet.
Visse steder gradbøjes begrebet, så også miljøfarlige stoffer som asbest, PVC, trykimprægneret træ og andre miljøfarlige stoffer omfattes, men her gælder helt andre og skrappere regler vedrørende vandtætte membraner og andre isolerende foranstaltninger, der skal forhindre, at grundvandet forurenes. Her er det meningen at materialerne skal opbevares indtil videnskaben kommer frem med metoder til at fjerne de skadelige stoffer på en forsvarlig måde.
I nogle land har man deponi i nogle havområder og fjorder. I Norge findes (pr. 2017)  "20 sjødeponi, enten avsluttede, i drift eller planlagte".